# Raksha Bandhan

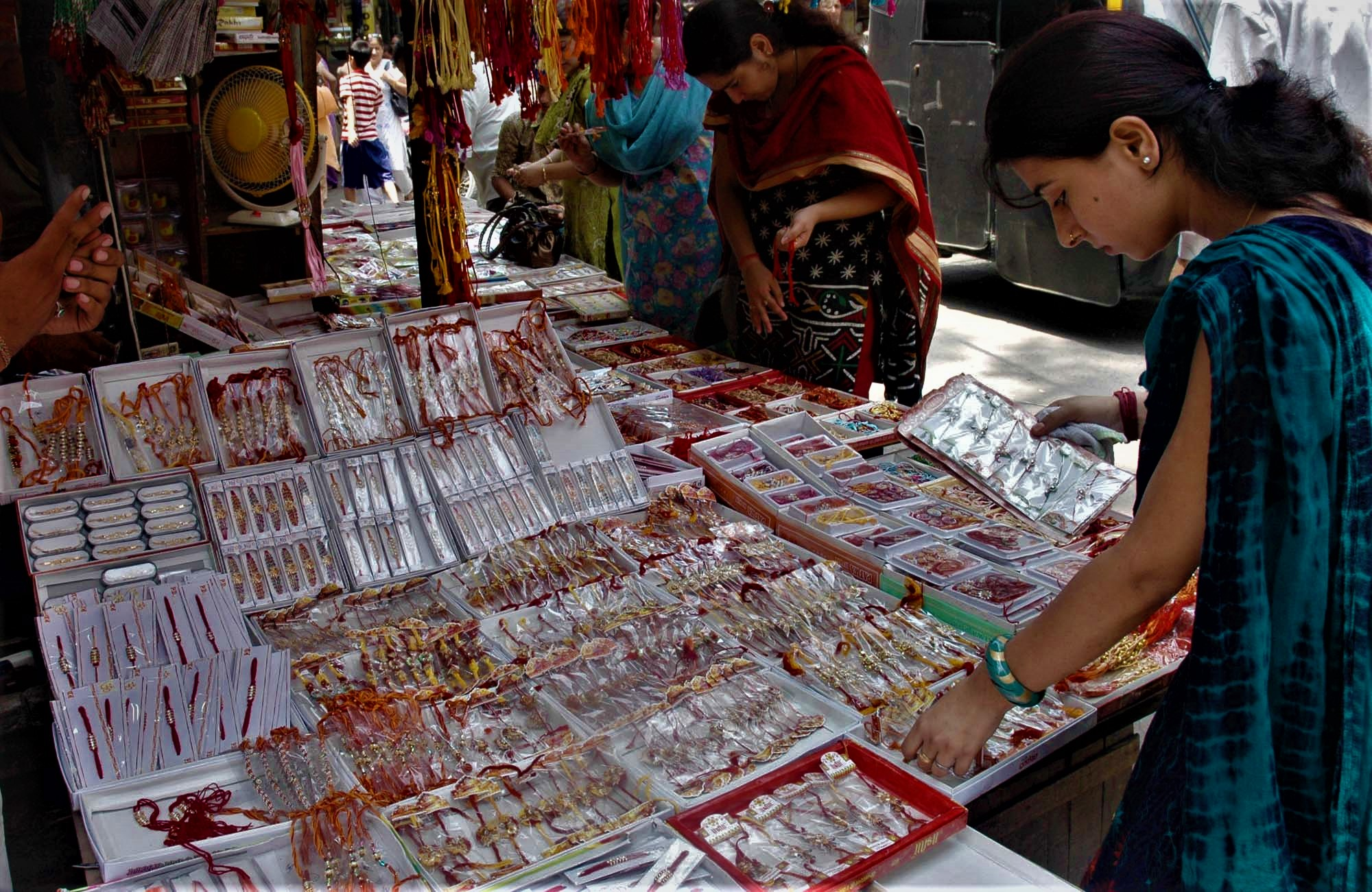
Een meisje dat Rakhi's koopt voor haar broer voor het komende Raksha Bandhan-festival in Jammu en Kasjmir, India.

Raksha Bandhan is een hindoeïstische feestdag dat jaarlijks op de volle maan in Shravan valt. Op deze dag binden zussen een beschermingskoord (rakhi) om de pols van hun broer. Ze staan symbool voor de belofte om bescherming te bieden en ontvangen in ruil daarvoor een geschenk. Een vrouw kan een rakhi ook ombinden bij iemand die zij als broer ziet of een neef.

## Etymologie
Het woord "raksha" (रक्षा) betekent bescherming en "bandhan" (बंधन) betekent relatie. Het symboliseert een beschermende relatie.

## Andere geloven
In Nepal wordt Raksha Bandhan gevierd door zowel hindoes als boeddhisten. Terwijl het voor hindoes een festival is dat de band tussen broer en zus symboliseert, wordt Raksha Bandhan in het jaïnisme gevierd ter herdenking van de populaire jaïn-monnik Vishnu Kumar. In het sikhisme wordt Raksha Bandhan door veel hedendaagse sikhs gevierd onder een andere naam. Zo staat Raksha Bandhan in de volksmond bekend als Rakhi, Rakhri, Rakhardi, Rakhari, Raksha Purnima of in het Punjabi Rakhrhya.